# August Christian von Witzendorff
August Christian von Witzendorff (* 27. Juli 1704 in Lübeck; † 13. Mai 1763 ebenda) war ein deutscher Jurist, Hofrichter im Herzogtum Sachsen-Lauenburg und Domdekan im Hochstift Lübeck.

## Leben
August Christian von Witzendorff entstammte dem lüneburgischen Patriziergeschlecht von Witzendorff und war ein Sohn des Lübecker Domdekans Dietrich Wilhelm von Witzendorff.
Schon im Alter von 7 Jahren erhielt er 1711 seine Domherrenstelle, die vorher Detlev Christian von Brockdorff (Sohn von Christian von Brockdorff, gefallen 5. Juli 1711 bei Douai) innehatte.
Wie die meisten der protestantischen Domherren studierte er Rechtswissenschaft.
1743 wurde er königlich britischer und herzoglich braunschweig-lüneburgischer Landrat sowie Oberhauptmann in Lauenburg. Noch im gleichen Jahr wurde er zum Hofrichter in Ratzeburg ernannt und Präsident des Lauenburger Gerichtshofes sowie Kammerjunker.
Am 3. September 1756 wählte ihn das Lübecker Domkapitel zum Dekan.
Er erwarb 1730 Thurow, heute Ortsteil von Roggendorf (Mecklenburg), das damals zu Sachsen-Lauenburg gehörte. Ab 1751 war er auch Herr der lüneburgischen Güter Kaltenmoor, Hagen (heute Neu Hagen) und Göxe.
Am 2. Juli 1740 heiratete er in Lübeck Elisabeth Sophia Maria von Petersdorff († 11. April 1781 in Lübeck). Ihr am 28. Februar 1747 geborener Sohn Adolf Friedrich wurde der letzte Dompropst im Hochstift Lübeck.

## Auszeichnungen
- Dannebrogorden, Ritter (8. Oktober 1756)
- St.-Annen-Orden